# Владимир Поптомов
Владимир Поптомов (Томов) Попилиев е български политик от Македония, един от водачите на Българската комунистическа партия и създадената от нея Вътрешната македонска революционна организация (обединена). След 1944 година Поптомов е един от основните противници на предаването на Пиринска Македония на Югославия и насилствено налаганата „културна автономия“ в областта в 1946 – 1948 година. От 6 август 1949 година е министър на външните работи в 67-ото българско правителство. В следващото 68-о правителство е и подпредседател на Министерския съвет до смъртта си в 1952 г. Използва псевдоними като Владимир Василевич Громов, Будно око, В. Грамов, В. Гр. Хайдар, K. Haidaar.

## Биография

### Ранни години
Владимир Поптомов е роден на 8 февруари (27 януари стар стил) 1890 г. в Белица, по това време част от Османската империя. Дядо му поп Илия е известен с прякора си Делипапаз (тоест Лудия поп) заради смелата защита на местното население от османската власт. Бащата на Владимир, поп Тома Попилиев е български екзархийски свещеник, който в продължение на 15 години е начело на българската черковно-училищна община и е един от водачите на ВМОРО в Белица, убит от османските власти. Брат му Васил Поптомов е деец на ВМОРО. След опожаряването на Белица след Илинденско-Преображенското въстание и смъртта на поп Томе, семейството на Владимир, начело с майка му Павла Поптомова, бяга от селото. По-късно семейството се завръща в Белица. Владимир Поптомов завършва педагогическо училище в Сяр през 1910 г., след което известно време е учител в Банско. През 1912 г. става член на Българската работническа социалдемократическа партия (тесни социалисти). През 1914 г. завършва Школата за запасни офицери в София и по време на Първата световна война служи като подпоручик в Българската армия. Награден е с военен орден „За храброст“, IV степен. През есента на 1919 г. влиза в Софийския университет, където следва право. Дипломира се успешно през 1922 г.

### Септемврийско въстание
След войната Поптомов участва в ръководството на БКП в Петрич и Горна Джумая, през 1920 г. е избран за депутат. Пише във вестник „Освобождение“. По време на Септемврийското въстание през 1923 г. ръководи бунта в района на Разлог (виж: Горноджумайски въстанически отряд). След неговия неуспех емигрира в Югославия, като през 1924 г. е осъден задочно на смърт. Според друг източник е заловен по време на въстанието от чета на ВМРО, но по-късно е освободен. Като заложник на ВМРО е изпратен в четите и прекарва около година с четници на организацията из Петричка и Санданска околия.

### Начело на ВМРО (обединена)
На 1 октомври 1925 година Поптомов присъства на Учредителната конференция на ВМРО (обединена) като представител на Българска Македония и е избран за секретар на конференцията. На конференцията Поптомов говори за положението в Пиринска Македония, където според него, след изселването на турците, населението е изключително българско и съответно не е национално угнетено. Но заради икономическите връзки с другите части на Македония и революционните традиции на Серски революционен окръг, там също може да се работи. Работата обаче не може да има мащаб поради силното присъствие на ВМРО, макар лозунгът „Независима Македония и Балканска федерация“ да има популярност.
През януари 1926 година вестник „Македонско дело“ става официален орган на ВМРО (обединена) и е назначена редакционна комисия в състав Димитър Влахов, Павел Шатев и Поптомов. Поптомов използва псевдонимите Грамов, Громов, Хайдар, Стефанов. До 1927 година Поптомов е единствен секретар на организация. През август 1927 година е създаден Секретариат на ЦК, в който освен Поптомов влизат Димитър Арнаудов, Шатев и Христо Янков. На 22 август е разширена и редакционната комисия на „Македонско дело“, в която отново влиза Поптомов, заедно с Влахов, Ризо Ризов и Георги Занков.
Поптомов е единственият от раздутия задграничен апарат и ръководство на организацията, който влиза и действа на място в Македония. След посещението си във Вардарска Македония Поптомов пише доклад, в който съветва организацията да се разграничи от федералистите около „Македонско съзнание“ и серчани на Тодор Паница. Според него федералистите са „предатели и платени агенти на сръбското правителство“, чрез които Белград се надява да постигне експанзия към Бяло море, да денационализира българското население и да противодейства на националноосвободителното движение. Серчани според него също са ликвидирани като организация след смъртта на Паница – някои са в Горни Милановац, Сърбия, корумпирани са и неспособни за революционна дейност. Единствено Димитър Арнаудов има някакъв престиж, но не енергичен и инициативен.
В ранните документи на ВМРО (обединена) Поптомов навсякъде подчертава, че славяните в Македония са българи, а под „македонци“ трябва да се разбира съвкупността от всички националности, населяващи областта. Същевременно обаче организацията е против даване на културни права на българите, ако тази мярка не обхване и другите народности в Македония. Борбата за извоюване на малцинствени права за отделните народности в Македония е окачествявана като „върховизъм“, „наемничество“, „шовинизъм“, защото е в разрез с идеята на организацията за сплотяване на тези народности в един македонски народ. В статията си „За целите на македонската борба“ Поптомов пише „Искането за права на малцинства в Македония не е и не може да бъде искане на македонското освободително движение.“
В организацията Поптомов е начело на комунистическото крило, противопоставящо се на това на национал революционерите около Занков и Шатев и затова е и против приемането на Филип Атанасов в организацията през 1928 година. Участва в Цариградската конференция на ВМРО (обединена) от 1930 година като представител на комунистическото крило.
През 1934 г. заминава за Москва, където става член на Всесъюзната комунистическа партия (болшевики) и работи за Комунистическия интернационал. През 1936 г. на процеса срещу ВМРО (обединена) е осъден задочно от българския съд на затвор 12,5 години. В периода от 1935 до 1944 година дейността на Поптомов е свързана предимно с научна работа и работата му в Коминтерна, както и в Радио Москва. Започва работа в редакцията на Радио Москва за балканските страни и в нелегалната радиостанция „Христо Ботев“ през октомври 1941 година. В Радио Москва работи под псевдонимите Громов, Владимир Василиевич. Поптомов е отговорен редактор в Радио Москва и „Христо Ботев“ до 1944 година.

### Държавник след 1944 г.
След Деветосептемврийския преврат през 1944 г. се връща в България и става член на Политбюро на Централния комитет на БКП. От 1945 до 1949 г. е главен редактор на вестник „Работническо дело“ – официален орган на БКП. През 1948 г. става професор по международни отношения в Софийския университет.

#### Съпротива на предаването на Пиринска Македония на Югославия и македонизацията
Владимир Поптомов заедно с Димитър Ганев, генерал Борис Копчев и други е начело на национално ориентираната групировка сред ръководството на БРП (к), която след Втората световна война оказва съпротива на силния югославски натиск за предаване на Пиринска Македония на Югославия и се противопоставя на македонизацията в областта. Поптомов решително се опълчва на ранния опит на югославските емисари Лазар Колишевски, Михайло Апостолски, Вера Ацева и Любчо Арсов за незабавна анексия на Пиринска Македония, независимо от реализацията на идеята за южнославянска федерация. Според групировката на Поптомов емисарите на Скопие се опитват да превърнат Горноджумайска област в „държава в държавата“ и не отстъпването на Пиринска Македония на Югославия, а една южнославянска федерация ще реши Македонския въпрос.

Още на Първата областна партийна конференция в Горна Джумая на 5 – 6 ноември 1944 година Владимир Поптомов дава отпор на югославския натиск за незабавна анексия на Горноджумайско. В реферата си „Македонският въпрос в настоящия момент“ Поптомов защитава една, според Милчо Лалков, „полукомпромисна, но от тактическа гледна точка гъвкава платформа“. Поптомов посочва, че обединението на Македония в рамките на Югославия не е на дневен ред поради серия причини: изключено е присъединяването на Гръцка Македония; Англия, САЩ и Гърция ще се противопоставят; българският народ не е готов за това, а и самото население в Пиринска Македония не чувства подобна необходимост, тъй като е политически свободно; присъединяването на Горноджумайска област към Югославия трябва да се обвърже с връщането на Западните покрайнини на България; не се знае дали английското влияние няма да надделее в Югославия, което прави присъединяването на Пиринска Македония към нея безсмислено от идеологическа гледна точка. Пред делегатите Поптомов казва, че не би се съгласил дори и две села да отидат към Вардарска Македония. Позицията на Поптомов предизвиква гневна реакция от скопския емисар и гост на конференцията Любчо Арсов, който изпраща специално писмо до управляващия временното представителство на НР Македония в София Кирил Мильовски, в което изказва недоволството си от Поптомов и предлага да се окаже отново натиск върху ръководството на БРП (к). Според Стоян Германов Поптомов е 
| „ | надарен с един много верен усет, с по-голяма държавническа мъдрост от много други [и] той отрано предвижда развитието на събитията... | “ |

На Втората областна партийна конференция (24 – 28 март 1946 г.) под влияние на Поптомов в отчетния доклад на Кръстьо Стойчев е констатирано, че не е възможно незабавното присъединяване на областта към Югославия, и че формирането на бригадата „Яне Сандански“ като македонска войскова единица е било грешка. В своя доклад Поптомов повтаря постановките на БРП (к) по Македонския въпрос, но според него обединена Македония ще е в Югославия само година-две, а след това като държава ще е във федерацията на южните славяни. Поптомов говори за българи и македонци във Вардарска Македония, които заедно със сърбите ще образуват федерацията и също така заявява, че „в Пиринска Македония няма национален гнет... нито по език“. Определя като десен уклон опозиционните критики от Кръстьо Пастухов и Александър Гиргинов срещу присъединяването на Пиринска Македония към НРМ и тезите им за българщината във Вардарска Македония и като левосектантски уклон действията на областните дейци за прибързано присъединяване. Поптомов заявява: „Който смята Пиринска Македония и Вардарска Македония да се съберат, нека знае, че помага на реакцията... това значи да се забие нож в гърба на България“. Осъжда и отношението към бежанците, които „са бягали не в Сърбия и Гърция, а са идвали в България, където българският народ е делял залъка си с тях“.
Заедно с Трайчо Костов и Васил Коларов Поптомов има възражения срещу директивите и договореностите на срещата в Москва от 5 юни 1946 година, на която Сталин с ултимативен тон свежда на Димитров, Коларов и Костов заповедта да се даде културна автономия на Пиринския край като дава за пример Белорусия: „Че нямало развито македонско национално съзнание там, това нищо не значи. И в Белорусия нямаше такова съзнания, когато я обявихме за съветска република. А сетне се оказа действително, че има белоруски народ“. Но под масирания югославски и съветски натиск българската страна отстъпва и приема югославското разбиране за решаване на Македонския въпрос, отразено и в резолюцията на Х пленум на ЦК на БРП (к), подготвена от Вълко Червенков.
Поптомов „като член на Политбюро логично излага научни и политически аргументи с цел да ограничи приложението на културно националната автономия“, която започва насилствено да се налага в Пиринска Македония в 1946 г. За да се ограничи югославската пропаганда се придържа към принципа, че връзките между Пиринския край и НР Македония не могат да бъдат преки, и също така изказва несъгласие с формите и методите на въвеждане на „македонския език“ в Пиринска Македония. Поптомов се опитва да ограничава дейността и на едни от най-важните агенти на македонизацията – скопските учители, които според него най-активно участват в насаждането на антибългарска омраза с цел бързо присъединяване на този край към македонската държава без оглед на всичко друго и независимо от всяка федерация на южните славяни.
Дейността на Поптомов в Пиринска Македония противоречи на тази на други комунистически лидери като Добри Терпешев и Георги Чанков и е критикувана от крайните македонистки активисти – Михаил Сматракалев го обвинява, че „в Неврокоп идва и говори на публични събрания, но не е говорил, че това е македонски край, а че е България, български народ“, а Георги Мадолев дори внася предложение в ЦК на БРП (к) Поптомов да не посещава Пиринска Македония. Поптомов е критикуван и от югославска страна, че отказва да отиде на конференция на АСНОМ. Според самия Поптомов, ако не бил член на Политбюро, отдавна да е в затвора или на друго място.
След реформата от февруари 1948 г. и разформироването на областите, както и партийните, отечественофронтовските и профсъюзните ръководства до създаването на окръзите през септември 1949 г. централните ръководства работят директно с околиите. За работа с околиите в Пиринска Македония е създадена тричленна комисия, в която влизат Владимир Поптомов, Кръстьо Стойчев и Васил Ивановски. Македонистките активисти се опитват да попречат на реформата и да запазят административното единство на областта. През декември 1947 година Областният комитет БРП (к) прави предложение до централното ръководство да се запазят комитетите на БРП (к) и ОФ под формата на Временна управа, тъй като областта била „македонска“ и преустройството не трябвало да е като в другите области. На това предложение сериозно се опълчват Поптомов и Димитър Ганев.
На 5 април 1948 година Поптомов пише в писмо до Георги Димитров Поптомов относно македонизацията на Пиринска Македония:
| „ | Моето впечатление е, че работите в този край не вървят добре. Така нареченото „македонизиране“ тук се върши по такъв нескопосан начин, че резултатите са твърде печални и може да се каже, твърде вредни от гледна точка на големите ереси на нашата държава. Тук „македонската пропаганда“ се върши по такъв начин¸ че просто сее дух на сепаратизъм, на разединение от българския народ, от българската държава. ...Според мене това раздвоение в съзнанието на населението в Пиринския край, сепаратистически дух, който ежедневно тук се насажда у него, е нещо пакостно от гледище на големите интереси на нашата страна във връзка с преживявания международен момент. Според него населението е изпаднало в недоумение поради факта, че от една страна се върши нещо нередно, нещо изкуствено, а в същото време то се прави от представители на партията, която ръководи държавата. | “ |

След това писмо на 15 април Димитров публикува „Тезиси по македонския въпрос“, които повтарят всички стари основни концепции за „македонска нация“ и прочее, но в последната точка постулират, че не може да се македонизира цялото население в областта, тоест в нея има и българи и те трябва да ползват правата си. Така тезисите дават шанс на противниците на македонизацията. На 21 април Поптомов участва в съвещание на ЦК на БРП (к), на което докладчикът Борис Вапцаров подлага на сериозна критика дейността на местните ръководства при македонизацията. На 25 април е докладчик на конференция на разширените състави на околийските комитети на ОФ в Пиринския край, която изиграва важна роля за ограничаване на дейността на скопските агенти. Докладът му е смес между тезисите на Х пленум и последните тезиси на Димитров, но Поптомов подчертава, че „изграждането на македонско национално съзнание“ ще става на принципа на доброволността, че в областта освен македонци има и българи, че присъединяването на областта към НР Македония е възможно само в рамките на федерацията, че връзките между областта и НР Македония трябва да стават само чрез правителствата. На наложената от Поптомов партийна линия се противопоставя един от крайните македонисти сред комунистическите лидери в областта – Георги Мадолев, който в специално писмо до ЦК на БРП (к) от май я обявява за неправилна.
След ХVІ пленум на ЦК на БРП (к) от 12 и 13 юли 1948 година, който на практика слага край на насилственото въвеждане на „културна автономия“ в Пиринска Македония, макар и без да отхвърля на теория македонистките постулати, работата по партийна линия в Пиринска Македония изцяло е възложена на Поптомов. Поптомов е авторитетен лидер в областта и идеите му за бавно отърваване от македонизацията срещат подкрепа както на партийните кадри, така и на местната интелигенция. Още на 22 и 23 юли Поптомов провежда среща с активистите на околийските партийни комитети, от която става ясно, че областните партийни функционери са гледали с недоверие на Българската комунистическа партия, приемали са указания от Скопие и са проявявали сервилност към скопските емисари, като са провеждали насилствена политика за по-бързо присъединяване на Пиринска Македония към Югославия. Всички предупреждения за националистическата политика на Скопие били обявявани за великобългарски шовинизъм. Поптомов критикува и начина на провеждане на преброяването през декември 1946 година: „Преброяването на населението от този край не бе доброволно, а преброяването се водеше от нашата партия, от наши местни деятели. Не може да се получат 98% македонци в Петричко, ако нямаше насилие“. Така Поптомов легитимира съпротивата срещу македонизацията, макар и все още да твърди, че „Пиринска Македония може да бъде „Пиемонт“ да обединението на другите две части“. На 27 юли в доклад на междуоколийско съвещание Поптомов си позволява дори да критикува Централния комитет на БРП (к), който според него не винаги е „излизал с ясна позиция по въпроса за Пиринския край, с която да улесни другарите и да ги предпази от грешки“.
На 9 октомври Поптомов изнася доклад на съвещание с актива на Софийската партийна организация, в който радикално защитава истината по Македонския въпрос без да плаща данък на все още официално приетия македонизъм. В доклада детайлно анализира Македонския въпрос в отношенията между Югославия и България. Обвинява югославските ръководители, че са отстъпили от договорките за федерацията, че афишират несъстоятелни аргументи, че България е по-изостанала в политическо и икономическо отношение и затова Югославия трябва да е водещата. Поптомов разглежда и новия вариант за югославско влияние в Пиринския край, появил се след пропадането на прякото присъединяване – политическата автономия, тоест населението в областта да има съдилища, администрация, училища и прочее на майчиния си език. Според Поптомов тази идея за политическа автономия е безсмислена, тъй като населението в този край винаги се е чувствало българско, учило е в български училища и майчиният му език е българският.
Разглеждайки историята, Поптомов твърди, че след присъединяването на областта към България по време на Балканската война тук няма национален гнет и изтъква прогресивната роля на българската църква и българското училище, спасили българското население от погърчване и запазили българското национално съзнание. В доклада се подчертава, че повече от 40 години населението в бившата Горноджумайска област е част от съвкупния български народ, от българската нация. По наши заблуди и в престараването под влияние на Скопие и Белград областните и други ръководители са допуснали насилия върху населението за промяна на националната му идентичност и внушаване на различна от българската принадлежност.
По отношение на „македонската нация“ Поптомов определя оформянето ѝ като „прогресивен факт“, но посочва, че „тя се формира, като се насъсква срещу България и всичко българско. Българинът и българщината са обявени едва ли не за държавен враг.“ За сравнение на същото съвещание в доклада на Георги Чанков продължават да господстват идеологемите за „македонски език“, „културна автономия“ и т.н. Според Германов:
| „ | Въпреки някои заблуди, както всички партийни ръководители тогава, Поптомов си остава един от дейците с верен поглед по събитията след 1944 г. | “ |

#### Последни години
През 1948 – 1949 година е главен секретар на Националния съвет на Отечествения фронт. От август 1949 до май 1950 година е министър на външните работи, а от януари 1950 година до смъртта си е подпредседател на Министерския съвет. По време на обсъждането на съдбата на Трайчо Костов Владимир Поптомов е единственият член на заседанието на Политбюро, който заявява, че Костов трябва да напусне председателския пост на Стопанския съвет, но да остане член на Политбюро и министър. След събитията около процеса срещу Трайчо Костов, Владимир Поптомов пръв започва разговори с Тодор Живков и Георги Димитров за спиране на репресиите над партийни дейци, обвинени в трайчокостовизъм и нуждата от ограничаване на властта на Вълко Червенков.
Според някои сведения Поптомов е ръководител на античервенковистката група в Политбюро, съставена още от Енчо Стайков. Основен източник за съществуването на такава група са по-късни изявления на Тодор Живков, който твърди, че я оглавява след смъртта на Поптомов, но в съвременната историография те са поставени под сериозно съмнение.
Владимир Поптомов умира в София на 1 май 1952 година след продължително боледуване.
В чест на Поптомов е кръстена окръжната библиотека „Владимир Поптомов“ в Благоевград и улици в Димитровград, Белица, Угърчин и Койнаре.